# I. Deutsch-Niederländisches Corps
Das I. Deutsch-Niederländisches Corps (I. DEU/NLD Corps) ist ein multinationaler Verband mit aktuell zwölf beteiligten Nationen. Federführend sind das deutsche und das niederländische Heer. Das Hauptquartier des Corps, das unter anderem aus dem I. Korps der Bundeswehr hervorging, befindet sich im westfälischen Münster.

## Aufgaben und Unterstellung
Das Korps ist eines der schnell verlegbaren Hauptquartiere (Rapidly Deployable Corps Headquarters) des NATO-Hauptquartiers SHAPE. In dieser Eigenschaft ist das Korps befähigt, multinationale Missionen zu führen. Turnusgemäß stellt das Korps außerdem Kräfte für die bis zu 60.000 Mann starke NATO Response Force (NRF), die schnelle Eingreiftruppe der NATO. Die jeweiligen nationalen Truppenteile werden truppendienstlich weiterhin national geführt, für den deutschen Anteil bedeutet das eine Führung durch das Kommando Heer.
In Folge der russischen Aggression in Osteuropa wurde der Auftrag des Corps Ende 2024 dahingehend präzisiert, dass es insbesondere für die Führung von Großverbänden an der Nordostflanke des Bündnisses eingeplant ist.

## Aufstellung und Führung
Außerhalb von Einsätzen ist nur der Stab des Korps aufgestellt. Ihm dauerhaft unterstellt sind das Staff Support Bataillon (Stabsunterstützungsbataillon) in der Lützow-Kaserne in Münster-Handorf sowie das Communications and Information Systems (CIS) Bataillon (Fernmeldebataillon) im niederländischen Eibergen und Garderen. Bei Bedarf sind dem Korps die 1. Panzerdivision der Bundeswehr in Oldenburg sowie die niederländische 43. Mechanisierte Brigade in Schaarsbergen unterstellt.
Im September 2015 vereinbarten die Verteidigungsminister beider Staaten, die niederländische 43. Mechanisierte Brigade in die deutsche 1. Panzerdivision zu integrieren. Ein deutsches Panzerbataillon (PzBtl 414) wird im Gegenzug Teil dieser niederländischen Brigade und in diesem deutschen Panzerbataillon wird eine Kompanie mit niederländischen Soldaten besetzt. Der Verband ist mit deutschen Kampfpanzern vom Typ Leopard 2 in Lohheide/Truppenübungsplatz Bergen in Niedersachsen stationiert und soll bis Ende 2019 voll einsatzbereit sein.

## Verbands- und Barettabzeichen
Das Verbandsabzeichen wird von den deutschen Truppen am linken Ärmel des Dienstanzugs getragen. Es zeigt auf grünem Grund eines gotischen Wappens das Münsteraner Sendschwert, das von zwei Unterarmen in den Farben der Flaggen der „Framework-Nations“ Deutschland und Niederlande umfasst wird. Das Barettabzeichen der Korpsangehörigen entspricht nicht dem sonst üblichen – sich meist nach der Truppengattung richtenden – Barettabzeichen, sondern greift das Motiv des Verbandsabzeichens wieder auf. Statt des in der Bundeswehr sonst üblichen Eichenlaubkranzes ist das Abzeichen von einem einfachen Ring gefasst, auf dem das Motto des Korps „Communitate Valemus“ (Gemeinsam sind wir stark) eingraviert ist.

## Geschichte

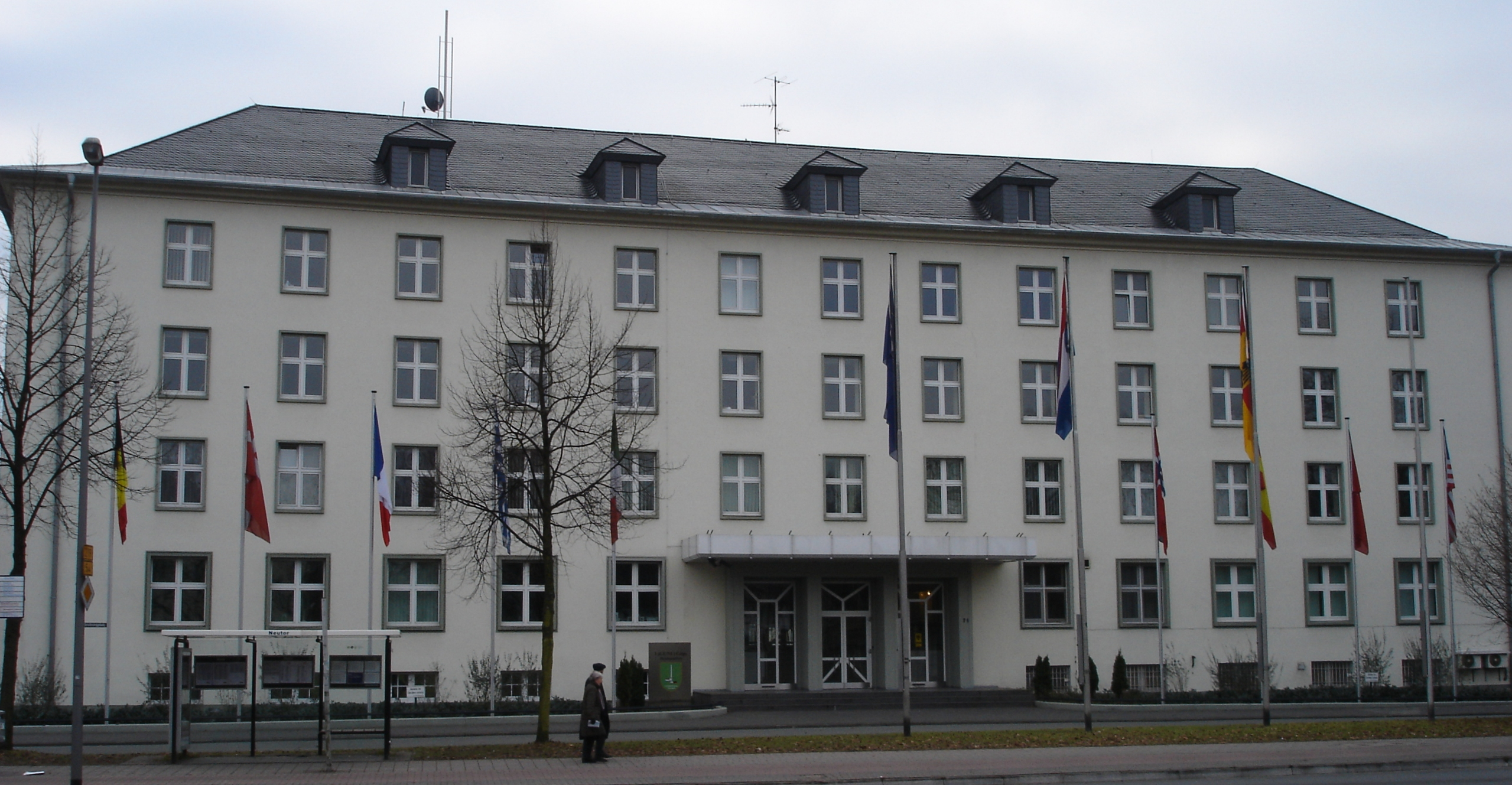
Das Hauptquartier des 1. Deutsch-Niederländischen Korps in Münster

Die Idee eines gemeinsamen Korps geht zurück auf Überlegungen des Kommandierenden Generals des I. Korps, GenLt Hannsjörn Boës. Als er erfuhr, dass das einzige niederländische Korps in Apeldoorn aufgelöst werden sollte, schlug er dem damaligen Generalinspekteur der Bundeswehr, General Klaus Naumann, vor, beide Korps zusammenzuführen. Der Vorschlag wurde von den jeweiligen politischen Führungen positiv bewertet. Als Folge entschlossen sich die Verteidigungsminister beider Länder im Jahre 1993 zur Gründung des 1. Deutsch-Niederländischen Korps. Dabei wurden zwei bislang eigenständige Korps, das deutsche I. Korps aus Münster und das 1. niederländische Korps aus Apeldoorn zu einem einzigen vereinigt. Die Einsatzbereitschaft wurde am 30. August 1995 unter Anwesenheit des damaligen niederländischen Ministerpräsidenten Wim Kok und Bundeskanzler Helmut Kohl feierlich vor dem Schloss zu Münster verkündet. Erster Kommandierender General wurde der niederländische Generalleutnant Ruurd Reitsma, sein Stellvertreter war der deutsche Generalmajor Günter Freiherr von Steinaecker. Die Stadt Münster wurde als Sitz des Hauptquartiers ausgewählt, weil sie mit dem Westfälischen Frieden für beide Länder eine besondere Bedeutung hat. Die Aufgaben des Korps wurden zunächst wie folgt definiert: Verteidigung der Gebiete der NATO-Mitglieder als Teil der Hauptverteidigungskräfte, Teilnahme an Friedensmissionen, Operationen unter dem Vorzeichen der UN, Humanitäre Interventionen sowie Einsätze bei Naturkatastrophen. Bereits kurze Zeit nach dem Herstellen der Einsatzbereitschaft wurden dem Korps weitere Aufgaben übertragen. So kann der Stab auf Anfrage der Europäischen Union unterstellt werden.
Gleichzeitig begann die Umstellung auf einen multinationalen Verband. Seit November 2002, nach Beendigung der Gefechtstandübung „Cannon Cloud“ auf dem Truppenübungsplatz Baumholder, war das Korps ein High Readiness Forces (Land) Headquarters (HRF[L] HQ) – Hauptquartier mit hoher Bereitschaft für Landstreitkräfte – als Teil der NATO Combined Joint Task Force (CJTF) und innerhalb von 20 bis 30 Tagen nahezu mit voller Truppenstärke einsatzbereit. Der erste Einsatz unter dieser Aufgabenstellung fand zwischen Februar und August 2003 als Hauptquartier der ISAF in Afghanistan statt.
Anschließend begann die weitere Entwicklung des Land Component Command. Von Beginn des Jahres 2004 an war das Korps dem NATO Joint Forces Command in Neapel unterstellt und wurde turnusgemäß im November 2002 als NATO Response Force-Hauptquartier (NRF) verwendet. Vom 14. Januar bis 30. Juli 2005 befand es sich in diesem Rahmen als viertes Hauptquartier (NRF-4) in Bereitschaft und löste den Vorgänger NRF-3, das NATO Rapid Deployable Corps – Italy (NRDC-IT) aus Solbiate Olona in Italien, ab. Dabei absolvierte das Korps im Mai und Juni 2005 das Manöver „Iron Sword“, bei dem mehr als 6.000 Soldaten und 2.500 Fahrzeuge von Mitteleuropa nach Norwegen verlegt wurden. Mit der Zuversetzung von circa zehn französischen Offizieren im Jahr 2006, tschechischen Soldaten im Jahr 2013 und der erneuten Zuversetzung eines belgischen Offiziers im Jahr 2014 arbeiten derzeit insgesamt dreizehn Nationen unter einem Dach.
In den Jahren 2005, 2008, 2015, 2019 und 2023 stand das Korps als Landstreitkräftekommando (Land Component Command) der schnellen Eingreiftruppe der NATO (NATO Response Force, NRF) bereit. 

## Ehemalige Aufstellung in der Struktur NRF-4
Während des Status als Hauptquartier der NRF-4 war das Korps wie folgt aufgestellt.
- Stab und Stabskompanie 1. D/NL Korps, Münster (DE)
- Führungsunterstützungsbataillon 1. D/NL Korps, Münster (DE)
- Fernmeldebataillon 1. D/NL Korps, Eibergen/Garderen (NL)
- 43. Mechanisierte Brigade, Darp (NL)
  - Stab
  - Stabsunterstützungskompanie, Apeldoorn (NL)
  - 1. leichte Aufklärungskompanie, Rønne (DK)
  - Fallschirmjägerkompanie, Bakanliklar-Ankara (TUR)
  - 24. Flugabwehrbatterie, Valencia (ES)
  - 4./Feldjägerbataillon 152, Wilhelmshaven (DE)
  - 101. Fernmeldebataillon, Garderen (NL)
  - 103. EloKa-Bataillon, ’t Harde (NL)
  - 12. luftbewegliches Infanteriebataillon, Arnheim (NL)
  - Fallschirmjägerbataillon 373, Doberlug-Kirchhain (DE)
  - 44. Panzergrenadierbataillon, Steenwijk (NL)
  - Telemark-Bataillon (mechanisiertes Bataillon), Rena (NOR)
  - Artilleriegruppe (gemischt), Haguenau (FR)
  - 11. Panzerpionierbataillon, Wezep (NL)
  - 101. Pionierbataillon, Wezep (NL)
  - ABC-Abwehrbataillon 7, Höxter (DE) (multinational)
  - Logistikbataillon, Apeldoorn (NL) (multinational)
  - Logistikbataillon 462, Diez (DE)
  - Instandsetzungsbataillon 330, Garderen (NL)
  - 100. Transportbataillon, Garderen (NL)
  - Luftlandeunterstützungsbataillon 272, Wildeshausen (DE)
  - Kommando Schnelle Einsatzkräfte Sanitätsdienst, Leer (DE) (multinational)

Die Truppenstärke umfasste etwa 8.500 Mann.

## Kommandierende Generale
Folgende Kommandierende Generale – in der Regel im Dienstgrad Generalleutnant – führten das Korps:
| Nr.     | Name                                  | Nation      | Beginn der Berufung | Ende der Berufung  |
| ------- | ------------------------------------- | ----------- | ------------------- | ------------------ |
| 13      | Generalleutnant Peter Mirow           | Deutschland | 27. März 2025       |                    |
| 12      | Generalleutnant Nico Tak              | Niederlande | 17. März 2022       | 27. März 2025      |
| 11      | Generalleutnant Andreas Marlow        | Deutschland | 6. Februar 2020     | 17. März 2022      |
| 10      | Generalleutnant Alfons Mais           | Deutschland | 10. Mai 2019        | 6. Februar 2020    |
| 9       | Generalleutnant Michiel van der Laan  | Niederlande | 7. April 2016       | 10. Mai 2019       |
| 8       | Generalleutnant Volker Halbauer       | Deutschland | 25. September 2013  | 7. April 2016      |
| 7       | Generalleutnant Ton van Loon          | Niederlande | 13. April 2010      | 25. September 2013 |
| Interim | Generalmajor Harm de Jonge            | Niederlande | Januar 2010         | 13. April 2010     |
| 6       | Generalleutnant Volker Wieker         | Deutschland | 1. Juli 2008        | Januar 2010        |
| 5       | Generalleutnant Tony van Diepenbrugge | Niederlande | 1. Juli 2005        | 1. Juli 2008       |
| 4       | Generalleutnant Norbert van Heyst     | Deutschland | 4. Juli 2002        | 1. Juli 2005       |
| 3       | Generalleutnant Marcel Urlings        | Niederlande | 22. März 2000       | 4. Juli 2002       |
| 2       | Generalleutnant Karsten Oltmanns      | Deutschland | 27. November 1997   | 22. März 2000      |
| 1       | Generalleutnant Ruurd Reitsma         | Niederlande | 30. August 1995     | 27. November 1997  |